# Nike Winter
Nike Winter (Klagenfurt am Wörthersee, 20 novembre 1989) è una calciatrice austriaca, di ruolo difensore.
Dal 2006 al 2012 ha vestito la maglia della nazionale austriaca